# Willy Mairesse

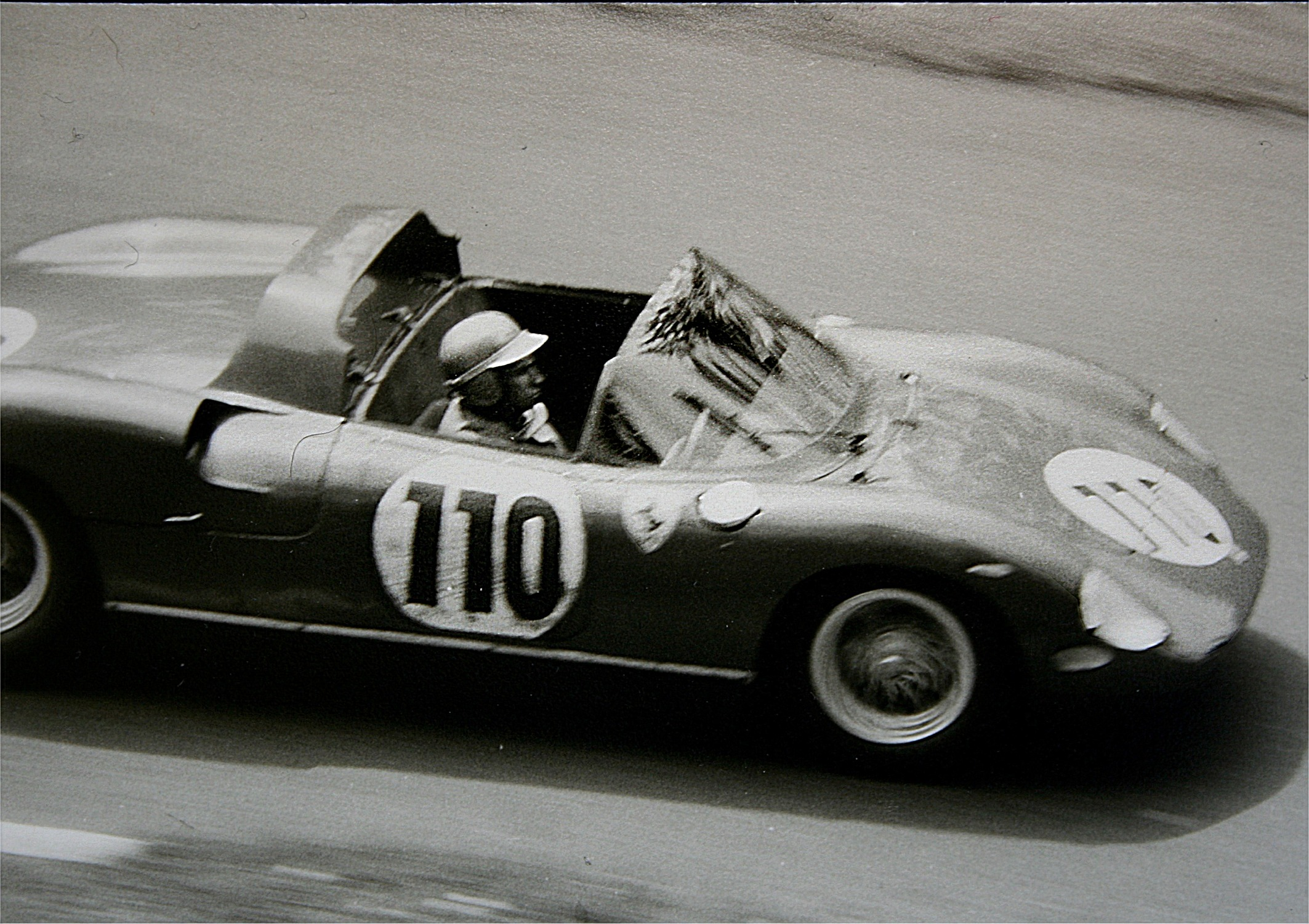
Willy Mairesse al Circuit de Nürburgring l'any 1963.

 Willy Mairesse  va ser un pilot de curses automobilístiques belga que va arribar a disputar curses de Fórmula 1.
Willy Mairesse va néixer l'1 d'octubre del 1928 a Momingnes, Bèlgica i va morir (suïcidi) el 2 de setembre del 1969 a Oostende, Bèlgica.

## A la F1
Va debutar a la cinquena cursa de la temporada 1960 (l'onzena temporada de la història) del campionat del món de la Fórmula 1, disputant el 19 de juny del 1960 el GP de Bèlgica al Circuit de Spa-Francorchamps.
Willy Mairesse va participar en un total de tretze proves puntuables pel campionat de la F1, disputades en cinc temporades diferents entre la temporada 1960 i la temporada 1965 aconseguint finalitzar una cursa en el podi com a millor classificació i assolí set punts pel campionat del món de pilots.

## Resultats a la Fórmula 1
| Any  | Equip                  | Xassís    | Motor   | 1       | 2       | 3       | 4       | 5       | 6       | 7     | 8   | 9     | 10  | Posició | Punts |
| ---- | ---------------------- | --------- | ------- | ------- | ------- | ------- | ------- | ------- | ------- | ----- | --- | ----- | --- | ------- | ----- |
| 1960 | Scuderia Ferrari       | Ferrari [ | Ferrari | ARG     | MON     | 500     | HOL     | BEL Ret | FRA Ret | GBR   | POR | ITA 3 | USA | 15è     | 4     |
| 1961 | Equipe Nationale Belge | Lotus     | Climax  | MON     | HOL     | BEL Ret |         |         |         |       |     |       |     | -       | 0     |
| 1961 | Team Lotus             | Lotus     | Climax  |         |         |         | FRA Ret | GBR     |         |       |     |       |     | -       | 0     |
| 1961 | Scuderia Ferrari       | Ferrari   | Ferrari |         |         |         |         |         | ALE Ret | ITA   | USA |       |     | -       | 0     |
| 1962 | Scuderia Ferrari       | Ferrari   | Ferrari | HOL     | MON 7   | BEL Ret | FRA     | GBR     | ALE     | ITA 4 | USA | SUD   |     | 14è     | 3     |
| 1963 | Scuderia Ferrari       | Ferrari   | Ferrari | MON Ret | BEL Ret | HOL     | FRA     | GBR     | ALE Ret | ITA   | USA | MEX   | SUD | -       | 0     |
| 1965 | Scuderia Centro Sud    | BRM       | BRM     | SUD     | MON     | BEL NVS | FRA     | GBR     | HOL     | ALE   | ITA | USA   | MEX | -       | 0     |

### Resum
| Curses: | Victòries: | Pòdiums: | Poles: | Voltes ràpides: | Punts: |
| ------- | ---------- | -------- | ------ | --------------- | ------ |
| 13      | 0          | 1        | 0      | 0               | 7      |